# TRAPPIST-1g
TRAPPIST-1g je planeta v systému TRAPPIST-1. Je to šestá planeta v systému. Je to Superzemě a největší planeta v systému. Tato planeta je od nás vzdálená 41 světelných let.